# Aqüeducte del Pont de Sant Josep de Montanejos
L'Aqüeducte del Pont de Sant Josep, a Montanejos, a la comarca de l'Alt Millars, és una infraestructura territorial, de caràcter hidraúlic, catalogada com Bé de Rellevància Local, amb la categoria d'espai etnològic d'interès local, amb codi 12.08.079-005, i data de publicació en el BOP 6 de març de 2012
Es localitza en el mateix nucli poblacional de Montanejos, a uns 300 metres de la plaça d'Espanya, al final del carrer Santa Bàrbara.

## Descripció
Es tracta d'un pont que es va construir a principis del segle xix, en concret en 1803, per creuar el Riu de Montant. Està construït mitjançant tres grans arcs de mig punt, utilitzant-se com a material constructiu pedra. Se li coneix com a “aqüeducte” perquè per sota d'ell circula una séquia que porta aigua per al reg fins a l'Alquería.
Aquest pont de Montanejos continuava l'antic camí de València. La seva longitud és de 48 metres i l'altura és aproximadament de dos metres.
Més o menys a la meitat del pont existeixen dues fornícules, cadascuna a un costat d'aquest, en les quals existeixen unes plaques ceràmiques representant, respectivament a la Verge dels Desemparats i a Sant Josep, tots dos patrons de la ciutat de València.
Va ser restaurat durant 2008 i gràcies a aquesta intervenció es va instal·lar un sistema especial d'il·luminació i es va recuperar l'estat original de les imatges ceràmiques, la qual cosa va permetre datar la de la Verge com a posterior a la construcció del pont, la qual cosa es confirma pel nom que sempre se li ha donat al pont, Pont de Sant Josep, sense fer cap referència a la Verge dels Desemparats.